# Terminal Aricanduva
El Terminal Aricanduva, inaugurada el 15 de octubre de 1985, es pequeño terminal situado debajo del Viaducto Ingº Alberto Badra (antiguo Aricanduva), en la zona este, de la ciudad de São Paulo, Brasil. A pesar de que su nombre pueda sugerir que la misma se encuentra en el barrio Aricanduva, en realidad el Terminal Aricanduva se encuentra entre los distritos de Tatuapé y Penha.
Antiguamente la misma servía como integración de las líneas de ómnibus comunes con los trolebús que partían de este lugar rumbo al centro de la ciudad. Cercana a la terminal está situada la 10.ª Dependencia de la Policía Civil (Penha). Atiende a una demanda estimada de 25.000 usuarios por día.

## En operación
| Línea | Prefijo | Destino             |
| ----- | ------- | ------------------- |
| 2080  | 10      | Cidade Kemel        |
| 2435  | 31      | Jardim Coimbra      |
| 2451  | 10      | Vila São Francisco  |
| 2451  | 31      | Jardim Lisboa       |
| 2463  | 10      | Burgo Paulista      |
| 2628  | 10      | Jardim Nazaré       |
| 2678  | 31      | Jardim Camargo Novo |

## Líneas de pasaje
| Línea | Prefijo | Terminal Primaria                            | Terminal Secundária       |
| ----- | ------- | -------------------------------------------- | ------------------------- |
| 342M  | 10      | Terminal São Mateus Via Terminal Vila Carrão | Terminal Penha            |
| 331T  | 10      | Jardim Helena                                | CCPD Raul Tabajaras       |
| 702P  | 10      | Terminal Penha                               | Pinheiros via Rua Augusta |
| 2713  | 10      | Metro Penha                                  | Chácara Bela Vista        |
| 2713  | 31      | Metro Penha                                  | Conjunto Chaparral        |
| 2768  | 10      | Vila Mara                                    | Metro Penha               |